# Herbert Krosney
Pour les articles homonymes, voir Krosney.
Herbert Krosney est un écrivain, journaliste et réalisateur de documentaire américain.

## Biographie
Diplômé de Harvard[En quoi ?], Krosney commence comme journaliste et réalise des documentaires pour National Geographic, BBC, PBS, The History Chanel…
En 2006, il publie L'Évangile perdu, la véritable histoire de l'évangile de Judas qui décrit l'histoire de la découverte de l'évangile de Judas, qui faisait partie du Codex Tchacos.

## Filmographie

### Acteur

#### Télévision
Séries télévisées
- 2014 : Greatest Mysteries : Lui-même - Author

### Réalisateur

#### Cinéma
- 1971 : Christmas in the Holy Land
- 1974 : A People Chosen

### Producteur

#### Télévision
Séries télévisées
- 1993 : Panorama

### Scénariste

#### Cinéma
- 1995 : Blood & Iron: The Story of the German War Machine